# نورينيا
بلدية نورينيا (بالإسبانية: Noreña) هي بلدية تقع في منطقة أستورياس شمال غرب إسبانيا.

## الديموغرافيا
بلغ عدد سكان بلدية نورينيا 5.432 نسمة عام 2011 (وفقاً للمعهد الوطني للإحصاء الإسباني).
| 4.207 | 4.274 | 4.452 | 4.763 | 5.158 | 5.415 | 5.432 |